# Nordøsten forlag
NordØsten Forlag, grundlagt i 2004 af Hugo Hørlych Karlsen og Petra Vestergaard Pedersen, er et dansk forlag, der udgiver litteratur, ebøger, CD og DVD indenfor klassisk og moderne skønlitteratur, kultur- og religionshistorie, den maritime kultur og sømænds dans og musik, klassiske kinesiske livsfilosofiske værker, og behandlingsformer i relation til den klassiske kinesiske medicin og daoismen.
Blandt forlagets forfattere og kunstnere er: Chili Turèll, Lotus Turèll, Jørgen Buhl, Torben Buhl, Laozi, Annie Nielsen, Tina Mette Rasmussen, Hugo Hørlych Karlsen, Petra Vestergaard Pedersen, Sten Svensson.

## Eksterne links
- Forlagets website Arkiveret 17. januar 2010 hos  Wayback Machine